# Krausz Adrienne
Krausz Adrienne (Miskolc, 1967. március 20. –) magyar zongoraművész.

## Életpályája
1976-ban kezdett zongorázni. 1985–1990 között a Liszt Ferenc Zeneművészeti Főiskola hallgatója volt, ahol Nádor György, Rados Ferenc, Kurtág György és Rév Lívia tanítványa volt. 1989-ben debütált New York-ban. 2001-ben Japánban debütált a Tokiói Filharmonikusokkal. 2003-ban a svájci Sion Valais Nemzetközi Hegedűverseny zsűrijének tagja volt. 
Franciaországban él.

## Díjai
- a békés-tarhosi zongoraverseny első díja (1984)
- a senigalliai zongoraverseny első díja (1985)
- a cincinnati zongoraverseny első díja (1989)
- a brüsszeli Chimay-zongoraverseny első díja (1997)
- Magyar Gramofon-díj (2003)